# 39. Feldartillerie-Brigade (Deutsches Kaiserreich)
Die 39. Feldartillerie-Brigade war ein Großverband der Preußischen Armee.

## Geschichte
Die 39. Feldartillerie-Brigade wurde zum 1. Oktober 1912 im elsässischen Colmar aufgestellt und am 16. Februar 1917 zum Artilleriekommandeur 39 umfunktioniert, dem damit die taktische Führung der gesamten Feld- und schweren Artillerie oblag. 
Sie war Teil der 39. Division, die dem XV. Armee-Korps in Straßburg zugeordnet war. 

### Gliederung
- 1912 bis 1914

4. Badisches Feldartillerie-Regiment Nr.66, 3. Ober-Elsässisches Feldartillerie-Regiment Nr.80
- Kriegsgliederung bei Mobilmachung 1914

Wie vor
- Kriegsgliederung am 13. Januar 1918

Artillerie-Kommandeur Nr. 39, Feldartillerie-Regiment Nr.80, Fußartillerie-Bataillon Nr. 406

### Erster Weltkrieg
Die Brigade kam mit Kriegsbeginn im Verband der 39. Division ausschließlich an der Westfront zum Einsatz. 
Zu den Kampfhandlungen, Gefechten und Schlachten siehe Kampfgeschehen der 39. Division.

### Brigadekommandeure
| Name                    | Datum                                                 |
| ----------------------- | ----------------------------------------------------- |
| Hubert Erythropel       | 1. Oktober 1912 bis 9. Oktober 1914                   |
| Erich Kempe             | 10. Oktober 1914 bis 24. Oktober 1914                 |
| Louis Graf von Rittberg | 25. Oktober 1914 bis 20. August 1918                  |
| Johannes Stuckenschmidt | 21. August 1918 bis Kriegsende                        |
| Walter von Krenski      | 10. Januar 1919 bis 26. Januar 1919 (Demobilisierung) |
| Louis Graf von Rittberg | 27. Januar 1919 bis 10. April 1919 (Demobilisierung)  |